# Arno Schmidt

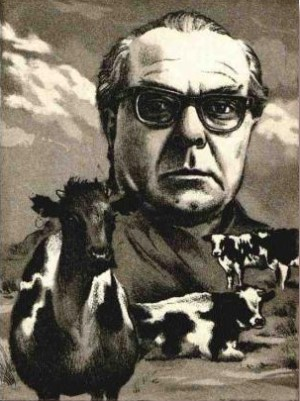
Arno Schmidt, a partir de una ilustración de Jens Rusch para su relato Kühe in Halbtrauer

Arno Schmidt (Hamburgo, 18 de enero de 1914 - Celle, 3 de junio de 1979) fue un escritor y traductor alemán. Es poco conocido fuera de las zonas de habla alemana, en parte porque sus obras suponen un formidable reto para los traductores. Aunque no es uno de los favoritos populares dentro de Alemania, críticos y escritores suelen considerarlo uno de los escritores en lengua alemana más importantes del siglo XX.

## Biografía

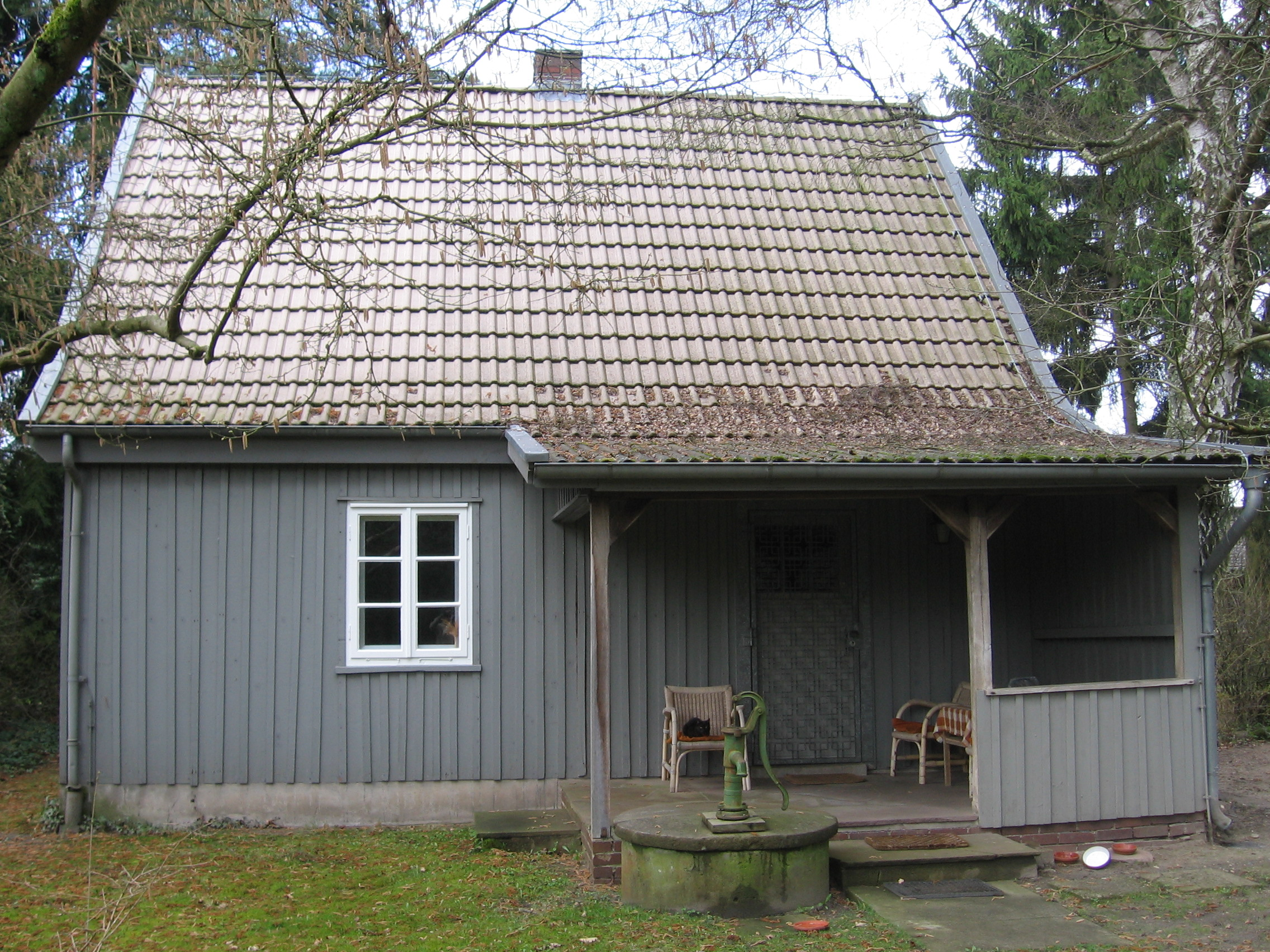
Casa de Arno Schmidt en Bargfeld. Fotografía de 2006.

Nacido en Hamburgo, hijo de un agente de policía, Schmidt se trasladó en 1928, tras la muerte de su padre (1883-1928), con su madre (1894-1973), a la ciudad natal de ésta, Lauban (en Lusacia, entonces Baja Silesia, hoy Polonia), y cursó estudios secundarios en Görlitz, así como una escuela de oficios. Al acabar los estudios, estuvo desempleado durante unos meses y luego, en 1934, comenzó un aprendizaje comercial en una empresa textil de Greiffenberg. Tras finalizar su aprendizaje, fue contratado por la misma empresa como contable de existencias. Por aquel entonces, en su empresa, conoció a su futura esposa, Alice Murawski. La pareja se casó el 21 de agosto de 1937; no tuvieron hijos. Al comienzo de la Segunda Guerra Mundial, en 1939, Schmidt fue reclutado por la Wehrmacht, donde sus conocimientos matemáticos le llevaron a ser destinado al cuerpo de artillería. Primero sirvió en Alsacia y, después de 1941, en una Noruega bastante tranquila. En 1945, Schmidt se presentó voluntario para el servicio activo en el frente en el norte de Alemania, con el fin de que se le concediera una breve visita a su país. Como era evidente que la guerra estaba perdida, aprovechó esta visita para organizar la huida de su esposa y la suya propia al oeste de Alemania, con el fin de eludir la captura por parte del Ejército Rojo, que era conocido por su trato mucho más duro a los prisioneros de guerra y a los civiles alemanes. Schmidt se entregó a las fuerzas británicas en Baja Sajonia. Como refugiados, Schmidt y su esposa perdieron casi todas sus posesiones, incluida su preciada colección de libros.
Tras un interludio como prisionero de guerra británico y más tarde como intérprete en una escuela de policía, Schmidt comenzó su carrera como escritor independiente en 1946. Como su casa de antes de la guerra en Lauban estaba ahora bajo administración polaca, Schmidt y su esposa formaron parte de los millones de refugiados trasladados por las autoridades a numerosos lugares de lo que se convertiría en Alemania Occidental. Durante esta época de incertidumbre y pobreza extrema, los Schmidt se mantuvieron gracias a los paquetes CARE que su hermana les enviaba desde Estados Unidos (su hermana Lucie había emigrado a Estados Unidos en 1939, junto con su marido Rudy Kiesler, un judío alemán comunista). Alojamientos temporales llevaron a los Schmidt a Cordingen (cerca de Bomlitz), Gau-Bickelheim y Kastel (estos dos últimos en el recién formado estado de Renania-Palatinado). En Kastel fue acusado ante un tribunal de blasfemia y subversión moral, lo que entonces aún se consideraba un delito en algunas regiones católicas de Alemania. Como consecuencia, Schmidt y su esposa se trasladaron a la ciudad protestante de Darmstadt, en Hesse, donde se desestimó la demanda contra él. En 1958, los Schmidt se trasladaron al pequeño pueblo de Bargfeld, donde permanecerían el resto de sus vidas. Schmidt murió en 1979 y su esposa Alice en 1983.

## Estilo de escritura y filosofía personal

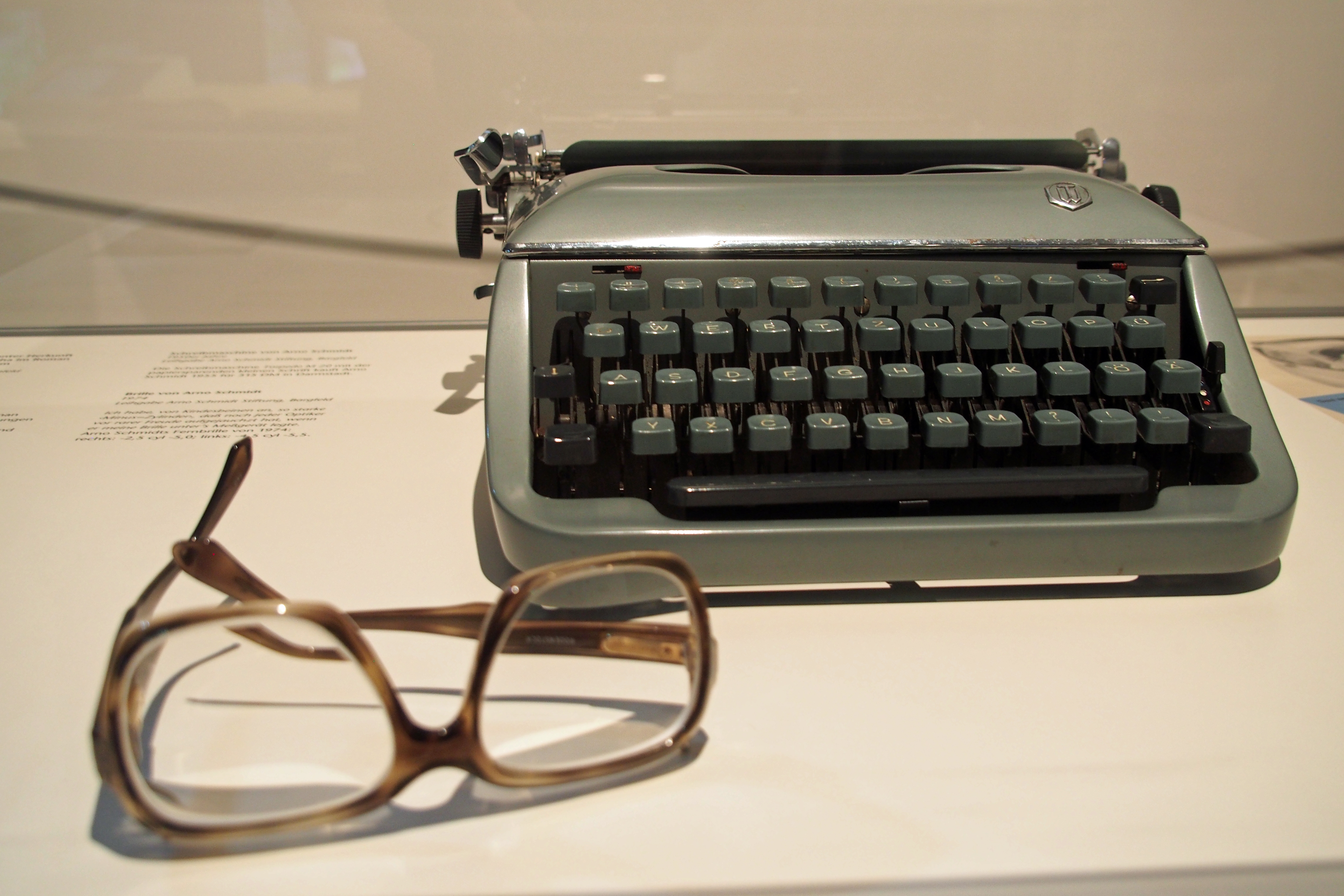
Máquina de escribir y gafas de Arno Schmidt

Schmidt era un individualista estricto, casi un solipsista. Desafectado por su experiencia en la Alemania nazi, tenía una visión del mundo extremadamente pesimista. En Schwarze Spiegel (Espejos Negros) de 1951, describe su utopía como un mundo vacío tras un apocalipsis antropogénico. Aunque no era deísta en el sentido convencional, sostenía que el mundo había sido creado por un monstruo llamado Leviatán, cuya naturaleza depredadora se transmitió a los humanos. Aun así, pensaba que este monstruo no podía ser demasiado poderoso para ser atacado, si a la humanidad le convenía.
Su estilo de escritura se caracteriza por una singular e ingeniosa adaptación del lenguaje coloquial que le granjeó no pocos fervientes admiradores. Además, desarrolló una ortografía con la que pensaba revelar el verdadero significado de las palabras y sus conexiones entre sí. Uno de los ejemplos más citados es el uso de "Roh=Mann=Tick" en lugar de "Romantik" (revelando el romanticismo como manía de hombres poco sutiles). A los átomos de las palabras que contienen los núcleos del significado original los llamó Etyme (etimemas).

## Zettels Traum

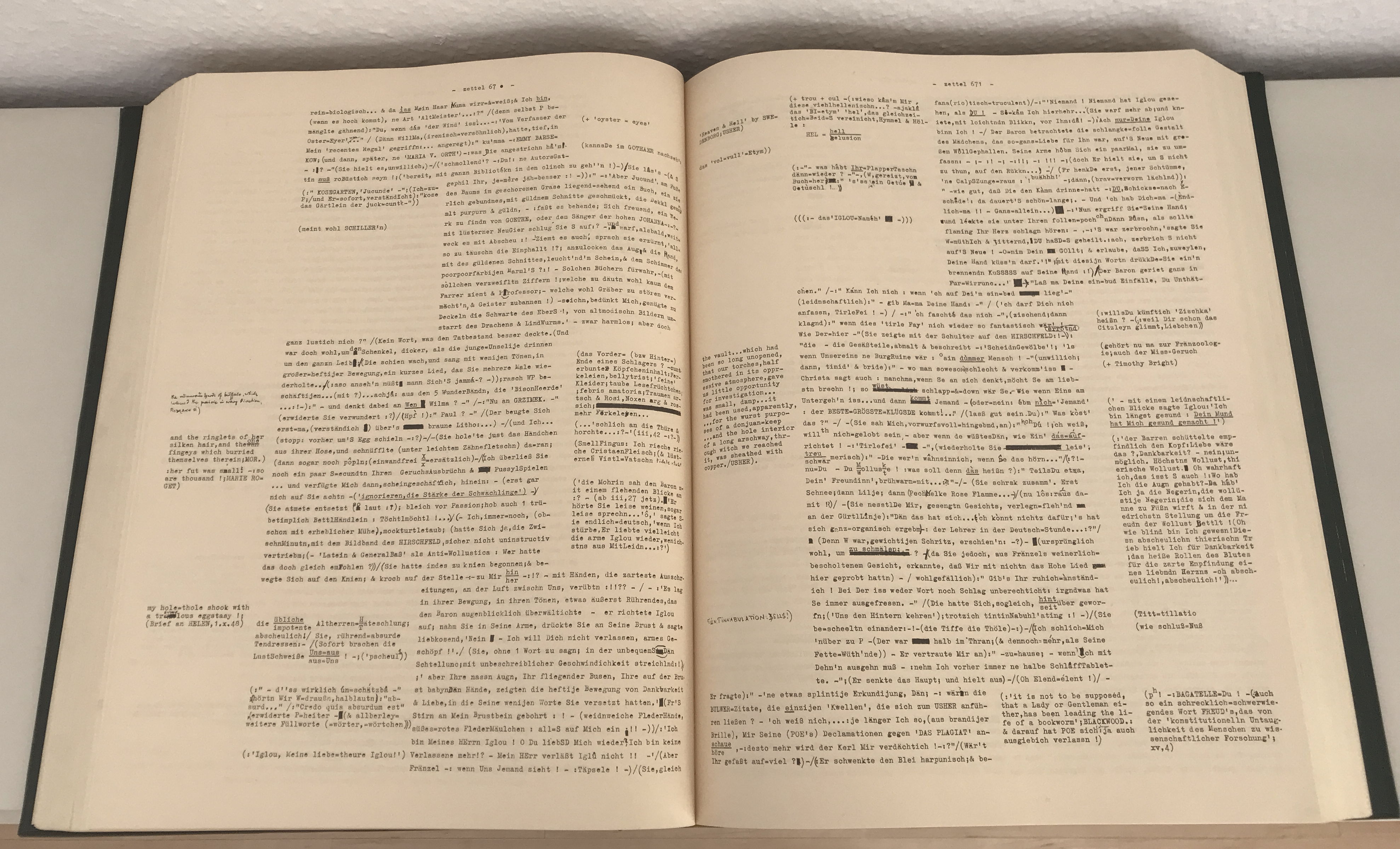
Zettels Traum de Arno Schmidt

Su teoría de los etimemas se desarrolla en su obra magna, Zettels Traum, en la que un escritor anciano comenta las obras de Edgar Allan Poe en un flujo de conciencia, mientras discute una traducción de Poe con un par de traductores y flirtea con su hija adolescente. Schmidt también realizó él mismo una traducción de las obras de Edgar Allan Poe (1966-1973, junto con Hans Wollschläger). Algunos críticos llegaron a tachar el Zettels Traum de no-arte o de puro disparate, y al propio Schmidt de "psicópata". Pero la reputación de Schmidt como esotérico, y la de su obra como no-arte, se ha desvanecido y ahora se le considera un importante, aunque muy excéntrico, escritor alemán del siglo XX.

## Trabajos en radio
En los años sesenta escribió una serie de obras de teatro para emisoras de radio alemanas en las que presentaba autores olvidados o poco conocidos y, en su opinión, muy infravalorados, como Johann Gottfried Schnabel, Karl Philipp Moritz, Leopold Schefer, Karl Ferdinand Gutzkow y otros. Estas "obras" son básicamente charlas sobre literatura con dos o tres participantes más voces para las citas (Schmidt prestó su voz para sus traducciones de Finnegans Wake citadas en Der Triton mit dem Sonnenschirm [1961]). Once de estos "radioensayos" se reeditaron en 12 CD de audio en 2003.

## Últimos años

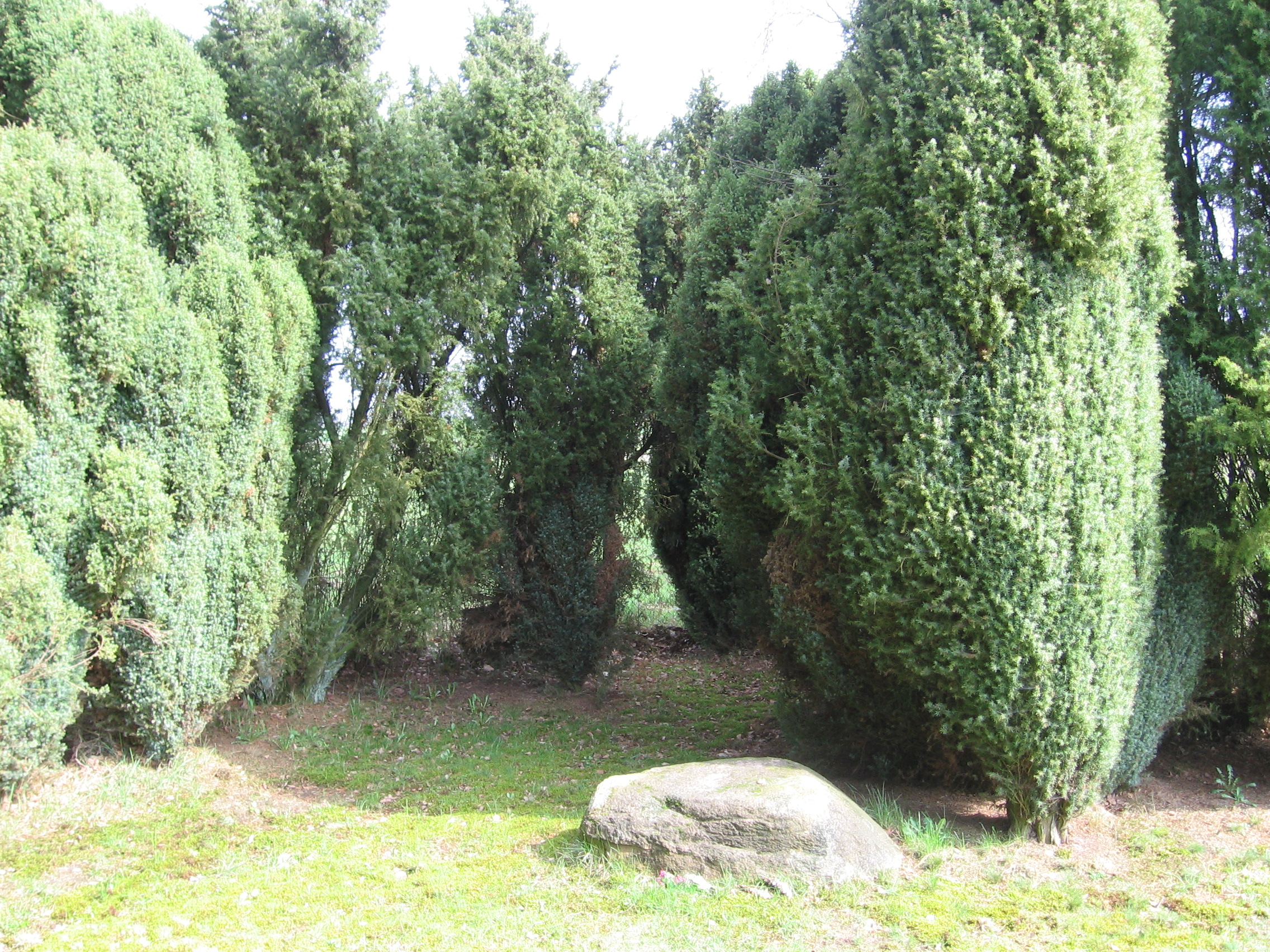
Tumba de Schmidt en el jardín de su casa de Bargfeld

En 1971, Lars Gyllensten, miembro de la Academia Sueca, propuso a Schmidt para el Premio Nobel de Literatura. Pero como ninguna de las obras de Schmidt vendió más de unos pocos miles de ejemplares (él admitía abiertamente que sólo escribía para el pequeño puñado de personas que podían apreciar su trabajo), vivió en la extrema pobreza. Durante los últimos años de su vida, recibió ayuda económica del filólogo y escritor Jan Philipp Reemtsma, heredero del fabricante alemán de cigarrillos Philipp F. Reemtsma. La última novela completa de Schmidt fue Abend mit Goldrand (1975), que fue elogiada por algunos críticos por su inventiva verbal, aunque a muchos les costó digerir los temas eróticos del libro. Murió en un hospital de Celle el 3 de junio de 1979 tras sufrir un derrame cerebral.

## Obras

### Novelas
- Brand's Haide (1951). El Brezal de Brand
- Schwarze Spiegel (1951). Espejos Negros
- Aus dem Leben eines Fauns (1953). Momentos de la vida de un fauno
- Das steinerne Herz (1954). El Corazón de Piedra
- KAFF auch Mare Crisium (1960). B/Moondocks
- Nobodaddy's Kinder (1963). Los hijos de Nobodaddy; incluye Momentos de la vida de un fauno, El Brezal de Brand y Espejos Negros
- Zettels Traum (1970). Bottom's Dream
- Die Schule der Atheisten (1972). Escuela Para Ateos
- Abend mit Goldrand (1975). Evening Edged in Gold
- Julia, oder die Gemälde (unfinished, 1983).

### Novelas cortas y relatos
- Leviathan (1949). Incluye Enthymesis, Gadir, Leviathan
- Die Umsiedler – 2 Prosastudien (1953). Incluye: Die Umsiedler (Los Desterrados) y Alexander
- Seelandschaft mit Pocahontas (1955). Paisaje Lacustre con Pocahontas
- Kosmas oder Vom Berge des Nordens (1955)
- Tina oder über die Unsterblichkeit (1956)
- Goethe und einer seiner Bewunderer (1957)
- Die Gelehrtenrepublik (1957). La República de los Sabios
- Rosen und Porree (1959). Incluye Pocahontas, Los Desterrados, Alexander y Kosmas
- Kühe in Halbtrauer (1964).
- Trommler beim Zaren (1966). Antología de relatos

### Traducciones al español
- Leviatán y Espejos Negros
- La República de los Sabios
- Momentos de la vida de un fauno
- El Brezal de Brand
- El Corazón de Piedra
- Los hijos de Nobodaddy; incluye Momentos de la vida de un fauno, El Brezal de Brand y Espejos Negros
- Paisaje Lacustre con Pocahontas y Los Desterrados
- Meteoro de Verano